# Espace complètement régulier
En mathématiques, un espace complètement régulier (ou de Tikhonov) est un espace topologique vérifiant une propriété de séparation plus forte que la séparation usuelle et même que la propriété d'être régulier.

## Définition
Un espace topologique X vérifie la propriété de séparation T3 1/2 si pour tout point x de X et pour tout fermé F de X ne contenant pas x, il existe une application continue de X dans le segment [0, 1] valant 0 en x et 1 sur F (on dit alors que cette application sépare le point du fermé).
Un espace est complètement régulier s'il est séparé et vérifie T3 1/2. Il suffit pour cela qu'il vérifie T0 et T3 1/2.
Un espace vérifie donc T3 1/2 si et seulement si son quotient de Kolmogorov est complètement régulier.

## Exemples
- La topologie grossière vérifie T3 1/2.
- Tout espace métrisable est complètement régulier.
- Le lemme d'Urysohn montre que plus généralement, tout espace normal est complètement régulier.
- Tout espace localement compact est complètement régulier.
- Pour des cas particuliers de tels espaces, voir les articles Espace métrique, Espace normal (et Espace paracompact), Espace localement compact.
- Il existe des espaces complètement réguliers qui ne sont ni normaux, ni localement compacts, comme le plan de Moore, le plan de Sorgenfrey et tout produit d'une infinité non dénombrable de copies de l'espace discret dénombrable.
- Tout groupe topologique vérifie T3 1/2. Un ℝ-espace vectoriel topologique séparé est donc complètement régulier, alors qu'il n'est localement compact que s'il est de dimension finie.
- Le plan de Mysior n'est pas complètement régulier mais seulement régulier.

## Caractérisations
Pour tout espace topologique X, les propriétés suivantes sont équivalentes :
- X vérifie T3 1/2 ;
- la topologie de X coïncide avec la topologie initiale associée à l'ensemble d'applications continues C(X, ℝ) ou au sous-ensemble Cb(X, ℝ) de celles qui sont bornées, ou même à C(X,[0, 1]) ;
- tout fermé de X est une intersection de lieux d'annulation de fonctions continues de X dans ℝ[1] ;
- X est uniformisable.

Un espace séparé X est complètement régulier si et seulement si X se plonge dans un espace compact, qui peut alors être choisi égal au cube de Tychonoff (en) [0, 1]C(X,[0, 1]) ; l'adhérence de X dans ce cube est alors le compactifié de Stone-Čech de X.

## Propriétés de permanence
La complète régularité est préservée par sous-espaces et par produits. Plus généralement, la propriété T3 1/2 est préservée par topologie initiale (mais pas la séparation).
Comme tous les axiomes de séparation, ces deux propriétés ne sont pas préservées par topologie finale : le quotient du plan de Moore obtenu en identifiant tous les points de ℚ×{0} à l'un d'eux et tous ceux de (ℝ\ℚ)×{0} à l'un d'eux n'est même pas séparé.